# Columbia Motor Car Company
Columbia è stato un marchio automobilistico statunitense attivo tra il 1899 e il 1910.

## Storia

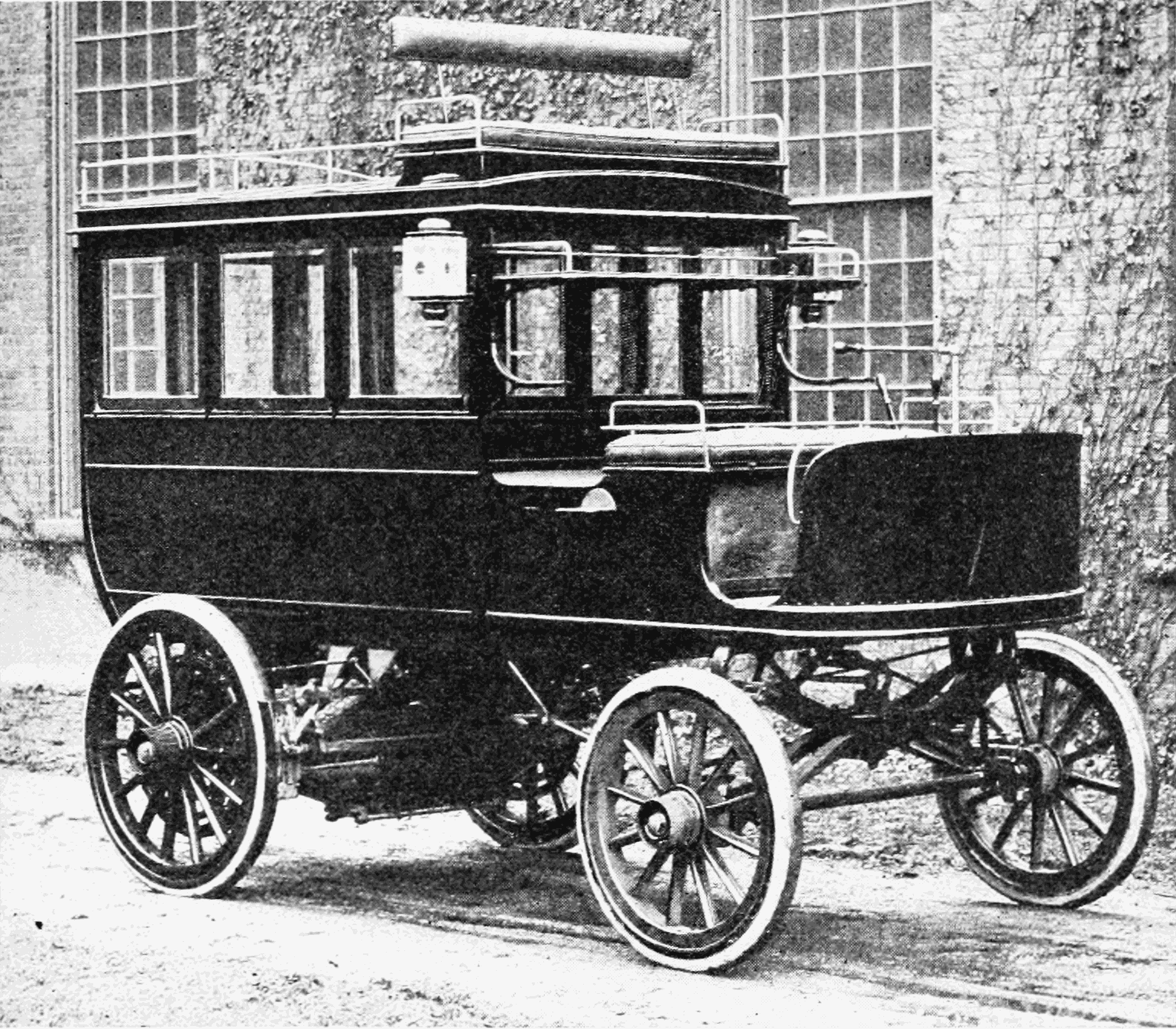
Columbia omnibus

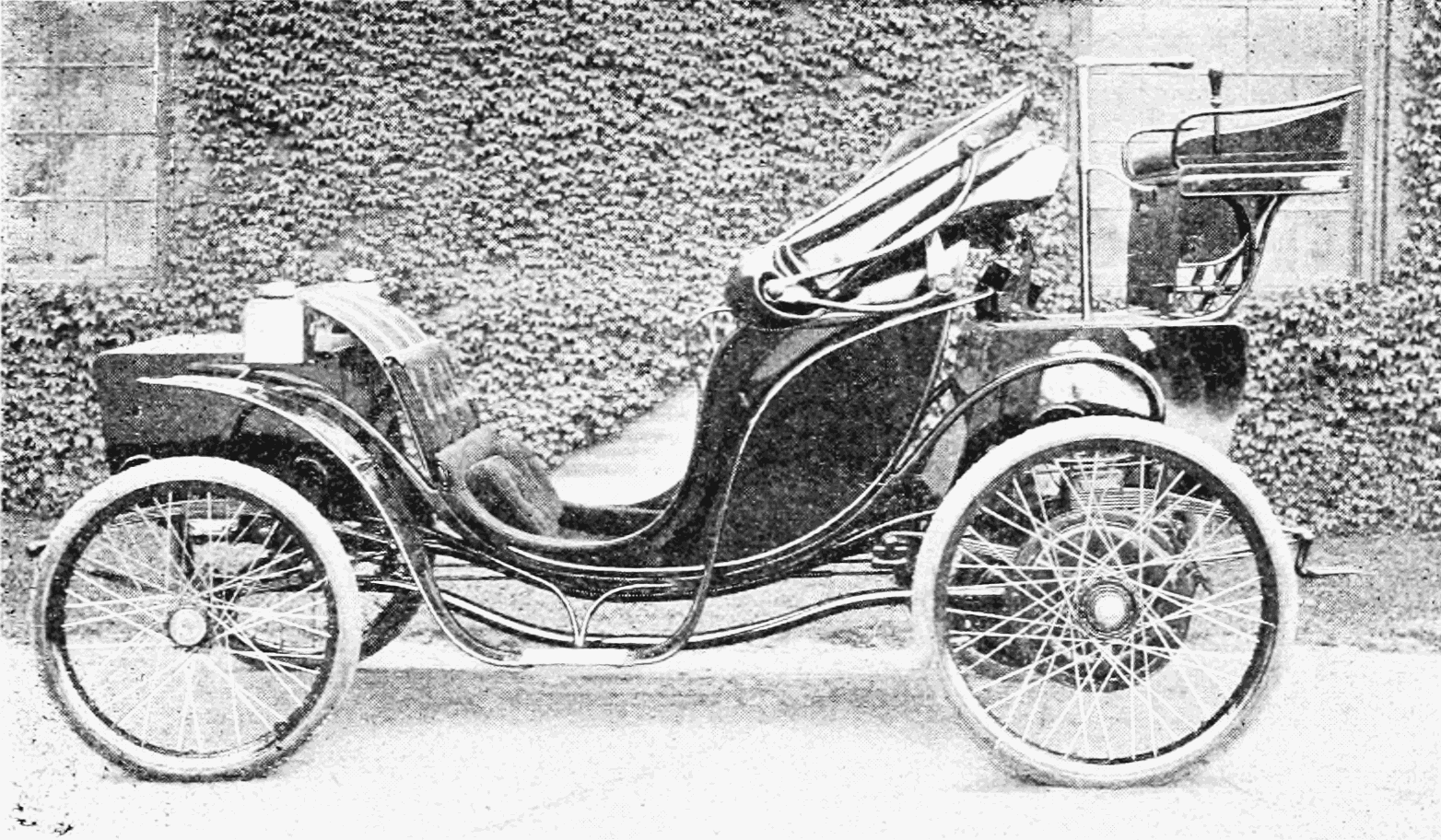
Columbia Victoria
cocchiere in alto dietro i passeggeri

Fu fondata come Columbia Automobile Company e faceva parte del gruppo automobilistico formato dalla Pope Manufacturing Company e dalla Electric Vehicle Company. Per un breve periodo, nel 1899, anche la Columbia Automobile Company fece parte di questo gruppo.
A cavallo del XX secolo, queste case automobilistiche avevano una produzione globale annua di alcune centinaia di veicoli. Nel 1908 la Columbia cambiò nome in Columbia Motor Car Company, mentre due anni dopo fu venduta alla United States Motor Company. Negli anni in cui fu attiva, la Columbia produsse principalmente auto elettriche.

### Le auto elettriche

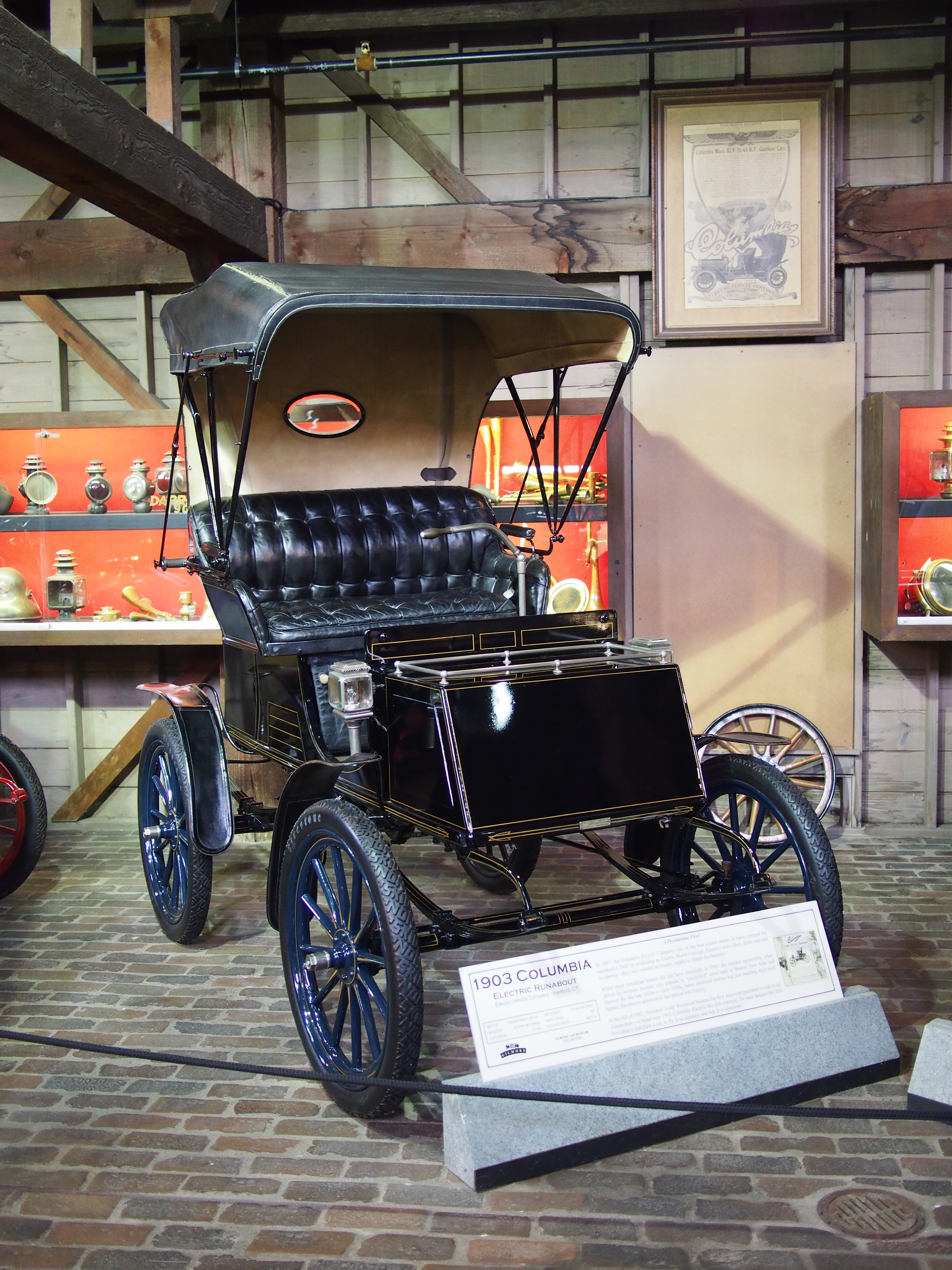
Una Columbia Runabout del 1903.

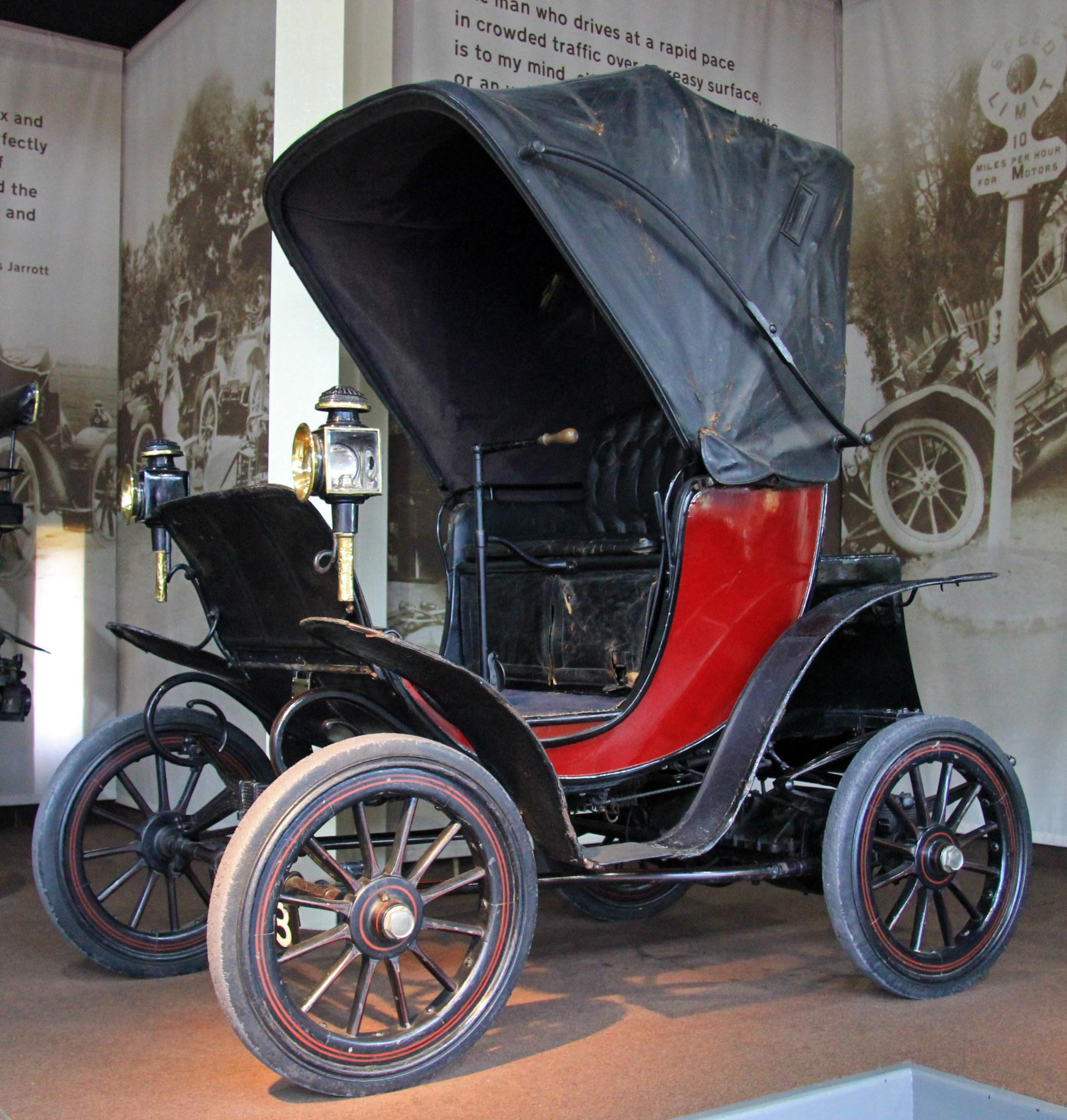
Una Columbia Victoria del 1901

Una Columbia 12/14HP con motore a scoppio

Tra i modelli elettrici prodotti dalla Columbia ci fu la Brougham. Questa vettura era dotata di una carrozzeria tonneau che era in grado di trasportare fino a quattro passeggeri. I due motori elettrici era situati nel retrotreno. La Columbia Hanson era invece dotata di carrozzeria coupé.  Entrambe erano in vendita a 3.500 dollari e si posizionavano al top della gamma della Columbia. La Columbia Victoria possedeva invece un corpo vettura phaeton ed era in vendita a 3.000 dollari. Erano anche presenti modelli più economici che erano in commercio a circa 1.500 dollari. Tutte le vetture citate erano provviste di due motori elettrici.
Il modello era invece la Columbia Runabout. Era in vendita a 750 dollari ed aveva montato un solo motore elettrico. La vettura era dotata di una carrozzeria runabout, da cui il nome, e costava 200 dollari in più della contemporanea Oldsmobile Curved Dash. La Runabout era dotata di ruote a raggi in legno e in un'unica fila di sedili. Il moto originato dal motore era trasmesso alle ruote posteriori tramite una catena. Il cambio comprendeva tre marce avanti e due rapporti di retromarcia. La carica era fornita da 20 batterie che erano posizionate su entrambi gli assi per bilanciare il peso del veicolo. La Columbia Runabout raggiungeva una velocità massima di 24 km/h.
Oltre alle vetture citate, la Columbia produsse anche altri 20 modelli elettrici, tra cui taxi e auto della polizia. Il marchio statunitense realizzò anche dei piccoli autobus elettrici. Per il loro costo, le Columbia erano autovetture decisamente care che erano destinate alla borghesia medio alta delle grandi città. In queste ultime, infatti, si trovavano le stazioni per ricaricare le batterie. Inoltre, nelle aree urbane le strade non erano sconnesse come in campagna, e quindi si adattavano meglio alla circolazione automobilistica. Infine, la silenziosità del motore elettrico era l'ideale per l'utilizzo nelle grandi e caotiche città.

### I modelli con motore scoppio

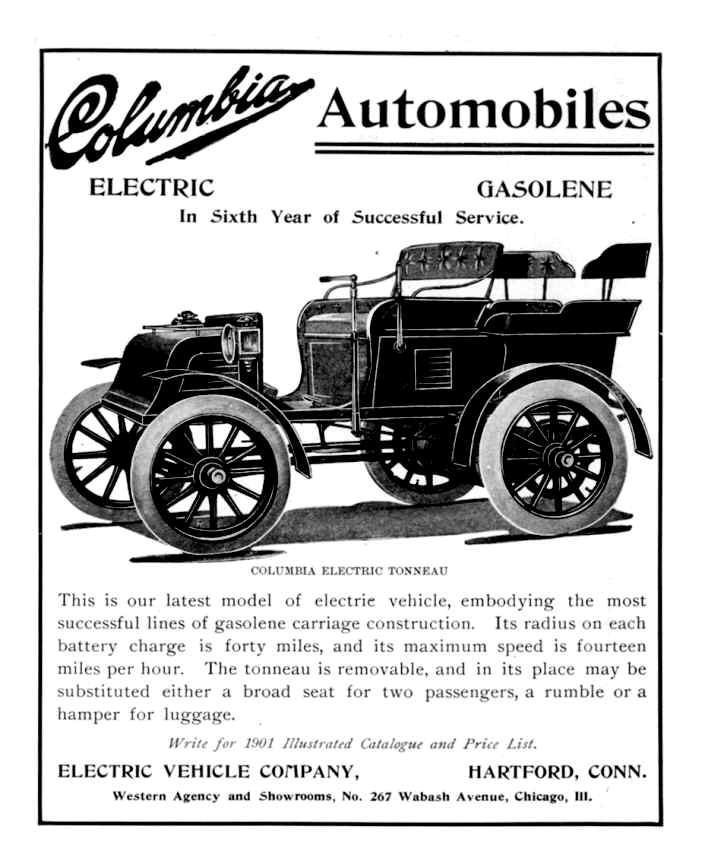
Pubblicità Columbia Automobile del 1901 che mostra la carrozzeria con entrata a tonneau

La Columbia Touring Car era invece un modello completamente differente. Era dotata di un motore a scoppio e di una carrozzeria torpedo. Era in grado di trasportare fino a sei passeggeri. Era in vendita a 4.500-5.000 dollari ed era dotata di un motore a quattro cilindri in linea che erogava 24 CV di potenza. Il cambio era a quattro rapporti. La Touring Car non fu l'unico modello Columbia con questo tipo di trazione.